# Regnans in coelis

Armoiries de Clément V

Regnans in coelis est une bulle pontificale fulminée par le pape Clément V le 12 août 1308 dans le cadre du procès de l'ordre du Temple. 
Elle a pour but de convoquer le concile de Vienne, qui doit entendre les rapports des commissions créées par la bulle Faciens misericordiam, fulminée la même journée.